# غرم بيت بايين
غرم بيت بايين (بالفارسية: گرم‌بیت پایین) هي قرية تقع في قسم باهوكلات الريفي (مقاطعة تشابهار) في إيران. يقدر عدد سكانها بـ 623 نسمة بحسب إحصاء 2016.